# 黑金屬音樂
黑金屬（英語：Black metal）是在重金屬音樂中一個分支流派。黑金屬的曲風特色總體來説，運用尖叫式的黑腔、高度失真的吉他音色、猛烈卻陰沉的雙大鼓、快速行進的節奏和旋律，給人冷冽、黑暗、帶有絕望的感受。

## 黑金屬之發展
黑金屬流派初期的代表樂團包含Bathory、Mercyful Fate、Hellhammer、Celtic Frost和Venom。這些樂團的根基建立在鞭笞金屬（英語：Thrash metal）流派上。直到1980年代到1990年代早期又有所謂第二波黑金屬在挪威出現，像是Darkthrone和Mayhem樂團。儘管沒有明確的第三波黑金屬定義，但是現代黑金屬樂隊的曲風和歌詞上對比起老的黑金屬樂隊，吸收了很多其他音樂風格的元素。
黑金屬具有很強烈的反主流意識，主要是因為許多樂隊的厭世感和反基督教態度。同時，少數黑金屬樂隊因爲和焚毀教堂、殺人和國家社會主義的緊密關係而聞名。黑金屬音樂總體來説是一個地下音樂流派，因爲和主流品味背道而馳以及多數黑金屬音樂人的低調處世態度。

## 黑金屬的表現形式
- 黑金屬使用的樂器上除了傳統的吉他貝斯鼓外，黑金屬的分支流派交響黑金屬經常會使用電子合成器以及其他的古典樂器像是鋼琴，小提琴，大提琴或者是歌劇的女高音。
- 現代黑金屬音樂的最主要特徵是高失真吉他進行的反復掃弦，同時極少使用吉他獨奏（solo）；鼓的方面大多數樂隊使用雙大鼓連踩（或是雙踏），以及小鼓、雙面鈸（Hi-hat）、定音鈸（Ride）的連擊，有些樂隊特別是單人樂隊經常在錄音時使用鼓機來代替真鼓。
- 多數黑金屬樂隊的主唱使用尖利的黑嗓進行歌唱，與死亡金屬使用的死嗓不同之處在於，黑嗓的發聲方式更爲靠近兩顎。早期黑金屬樂隊的歌詞基本上都是有關反基督、瀆神和撒旦崇拜，而後期的黑金屬樂隊的歌詞内容則豐富很多，包括厭世、自殺、反人類、虛無主義、神秘學、宇宙、國家社會主義、納粹、戰爭、奇幻等内容；而與此相對應，極少數的黑金屬樂隊的歌詞内容則是關於基督和聖經（如Batushka（英语：Batushka）以古斯拉夫語的聖詞為歌詞主軸）

## 黑金屬的分支流派
- 原始黑金屬（Raw Black Metal）
- 自殺黑金屬（Depressive Suicidal Black Metal）
- 交响黑金屬（Symphonic Black Metal）
- 旋律黑金屬（Melodic Black Metal）
- 維京黑金屬（Viking Black Metal）
- 异教黑金属（Pagan Black Metal）
- 民谣黑金属（Folk Black Metal）
- 纳粹黑金屬（National Socialist (Nazi) Black Metal）
- 氛围黑金属（Atmospheric Black Metal 或 Ambient Black Metal）